# Шулятиков, Владимир Михайлович
Влади́мир Миха́йлович Шулятиков (30 сентября [12 октября] 1872, Москва — (26 марта [8 апреля] 1912) — русский литературный критик, переводчик с итальянского, испанского, английского, историк философии и публицист. Литературные псевдонимы — Б-ич, В. Ш., Д., Д-ъ, -ич М. М., Ш., Еpatо, Donnerwetter, партийный псевдоним — Донат.

## Биография

### Семья
- Дед — Шулятиков Иван Леонтьевич переехал в город Глазов Вятской губернии[2].
- Отец — Шулятиков Михаил Иванович (1845—1893)
- Мать — Александра Кузьминична
- Сестра Анна (по мужу Распутина) дважды была заключена в Петропавловской крепости (1897 и 1908) и в 1908 году повешена. Прототип одной из героинь «Рассказа о семи повешенных» Леонида Андреева.
- Младшая сестра Ольга (по мужу Кравцова). Муж её Василий Платонович Кравцов — художник, преподаватель в Первой Московской гимназии. Учитель рисования Бухарина.
- Жена Софья Дмитриевна Шулятикова[3] (12 августа 1871—1947, Кунцево) (девичья Хасидович. Фамилия дана усыновителями её отца — Хасидовича Дмитрия Петровича (1842 — 16.10.1910). Дочь её брата, Владимира[4] — всемирно известная балерина Тамара Туманова.
- Дети: — Игорь (1902—1982); Георгий (1905—1987); Нина (1907—1997); Борис (1911—1996)
- Внуки: Владимир Игоревич (24 янв.1938 -); Владимир Борисович); (Валентина Борисовна); (Виталий Георгиевич)

### Гимназия — университет
В Москве Шулятиков с 1882 года. Учился и окончил 1-ю Московскую гимназию с серебряной медалью (1882—1892). В 1892 году поступил на историко-филологический факультет Московского университета. В 1894 году вместе с В. М. Фриче, А. А. Курсинским, К. А. Хлебовским и П. С. Коганом организовал «кружок любителей западноевропейской литературы». О роли Шулятикова можно судить по словам Фриче в «Автобиографии»: «Вынесенное из стен московского университета царившее в особенности на историко-филологическом факультете характерное для 80-х гг. аполитичное настроение изживалось лишь постепенно, однако к концу 90-х гг. шёл определённо на путях к марксизму, чему был обязан в значительной степени учившемуся вместе со мной и состоявшему членом нашего студенческого литературного кружка В. М. Шулятикову, уже причастному в то время к социал-демократическому движению».

### Деятельность в РСДРП
В 1898 г. окончил Московский Университет. С 1890-х гг. — участник социал-демократического движения. В период 1896-98 годов имеются его статьи в журнале «Театрал» и газете «Русские ведомости». С 1900 сотрудник газеты «Курьер» вместе с Фриче В. М и Коганом П. С. В 1902—1903 гг. — член Московского комитета РСДРП. В 1902 году арестован и выслан в Тверь, затем в Сумский Посад, Онегу, Архангельск. В 1903—1905 гг. член Архангельского комитета РСДРП, с 1903 г. — большевик.

### Москва 1905—1912
C октября 1905 года вернулся в Москву из Архангельска и вошёл в литературно-лекторскую группу при МК РСДРП. Организатор и сотрудник газет — журналов «Борьба» (1905, 1907) «Светоч» (1906), «Рабочее знамя» (1908), «Вестник труда», «Рабочее дело», «Пролетарий» (1909), «Голос жизни», «Наш путь». (1910), «Наше время» (1911). Член Московского и Областного бюро Центрального промышленного района РСДРП в 1908—1909 годов. Делегат «1-го съезда Фабричных врачей и представителей фабрично-заводской промышленности» с мандатом от общества рабочих текстильного производства, проходившем в Москве с 1 по 6 апреля 1909 года. Входил в бюро рабочей группы съезда. Делегат от Московского Областного бюро на Совещание расширенной редакции газеты «Пролетарий» в 1909 году проходившем в Париже 8—17 (21—30) июня 1909. В 1909—1912 годах председатель следственной комиссии по провокаторским делам при московском комитете — МК РСДРП. Последний раз Шулятиков был арестован в 1910 году.
Умер от рака желудка в Солдатеннковской больнице после операции. Похоронен на Ваганьковском кладбище, 4 участок. В 1913 году рядом был похоронен А. П. Чарушников, дядя Шулятикова, первый издатель книг М. Горького. (Москва).

#### Персональная пенсия семье В. М. Шулятикова, 1921 год
По ходатайству наркома юстиции Курского семье Шулятикова назначена персональная пенсия. Решение Малого Совнаркома подписано В. И. Лениным:

Ленин просматривает протокол № 710 заседания Комиссии при Совете Народных Комиссаров (Малого СНК) от 11 июля 1921 г. и ставит подпись под пунктами: … 3 (о назначении пенсии семье покойного В. М. Шулятикова).— Биографическая хроника Ленина

## Философские взгляды
Основной философской работой Шулятикова является «Оправдание капитализма в западноевропейской философии (от Декарта до Э. Маха)», в которой автор попытался дать «социально-генетический анализ философских понятий и 
систем», показать зависимость философии от «классовой подпочвы». Пометки В. И. Ленина на этой книге были впервые опубликованы в 1937 году М. Д. Каммари в журнале «Пролетарская революция» № 8.
Историк русской философии Б. В. Яковенко, выделяя в ортодоксальном марксизме начала XX в. два течения — эмпириокритицистское (А. А. Богданов, А. В. Луначарский, В. А. Базаров, и др.) и «старое учение» защищаемое Плехановым, в целом относил Шулятикова к сторонникам плехановского марксизма, вместе с В. И. Лениным и Л. И. Аксельрод. Но Шулятиков также известен как сторонник «вульгарно-социологического подхода к философским системам и категориям» (кн. 1908), и с этой его точкой зрения не соглашался В. И. Ленин. Шулятиков не отвергал, однако, полностью значения индивидуализирующего подхода в историко-философской науке, но настаивал на приоритетности социально-генетического анализа, не оставлявшей, в конечном счёте, места всем другим подходам. И в демонстрации тех результатов, к которым мог бы вести такой анализ, он видел смысл своего выступления. Шулятиков писал:
обычно на философию «смотрят, как своего рода Privatsache (частное дело), как на нечто такое, что составляет область индивидуального благоусмотрения, индивидуальных оценок, индивидуального творчества. Утверждают, что расхождение, даже самое коренное, в философских вопросах отнюдь не должно свидетельствовать о наличности социальных разногласий. Философские идеи представляются слишком мало и слишком слабо связанными с какой бы то ни было классовой подпочвой». И защита определённой классовой позиции не обусловливает поэтому, «согласно общераспространённому взгляду, симпатий к определённой философской школе. Напротив, в данном случае допускается широкая свобода выбора» (Кн. 1908. С. 5).
Придерживаться такого взгляда, считал Шулятиков, значит допускать наивную ошибку. Если придерживаться марксизма, то нужно произвести переоценку всех философских систем прошлого. Мы обнаружим в них и в философских категориях («дух», «материя», «субстанция», «вещь в себе») социологическое основание.

В философии буржуазия «говорит ни о чём ином, как о своих ближайших классовых выгодах и стремлениях, но говорит очень своеобразным, трудно понимаемым языком… Имея дело с философской системой того или другого буржуазного мыслителя, мы имеем дело с картиной классового строения общества нарисованной с помощью условных знаков и воспроизводящей социальной profession de foi известной буржуазной группы» (там же, с. 6).

Считал всякую идеологию скрытой апологией господствующего класса, заведомой ложью, прячущей прямой и ближайший экономический интерес. Так, все философские системы от Декарта до Маха Шулятиков представлял как теоретическое обоснование торгашеских выгод разложившихся слоев буржуазии. Антитезу «дух-материя» Шулятиков выводит из социального антагонизма и объясняет апологетическими устремлениями «руководителей». Непосредственно связывал философские системы с формами организации производства:

«Спинозовское миропонимание — песнь торжествующего капитала, капитала, всё поглощающего, всё централизующего. Вне единой субстанции нет бытия, нет вещей: вне крупного, мануфактурного предприятия производители существовать не могут. Первый член капиталистического „Символа веры“, переведенный некогда на философский язык Декартом, получает теперь особенно ясную и решительную формулировку» (там же, с. 42).

Наличие материалистических философских систем не устраивает верховенства «организующей воли», но связывается лишь с более «тёмными» категориями, например, «силой». Среди «материальных частиц» Т. Гоббса, соединяющихся согласно имманентным законам, «дух» выделяется как «тонкое» тело, тело высшего ранга. В тот период английская буржуазия закладывала фундамент крупнокапиталистического хозяйства; требовалось соединить на одном предприятии рабочих разной квалификации и разных профессий. Шулятиков пишет:

«Соединение рабочих было боевым лозунгом мануфактуристов. И философы их разъясняли, на своем языке, этот лозунг, возводили его на степень универсальных обобщений. Весь мир изображался ими в виде организации материальных частиц» (там же, с. 23).

Подобный социально-генетический анализ Шулятиков давал концепциям Декарта, Лейбница, Канта, Фихте, Гегеля, Маха, Авенариуса, Вунда и др.

«Область философии — настоящая Бастилия буржуазной идеологии. До сих пор для штурма её сравнительно мало сделано. И момент решительного штурма ещё не наступил. Но, во всяком случае, он приближается. И от нас, марксистов, зависит его наступление» (там же, сс. 148—149).

Необходимо, считал Шулятиков, последовательно поводить тезис марксизма: всякая идеология, как вообще всякое явление в жизни человеческого общества, должна объясняться из условий производства (а не распределения или обмена).

Философия — это наука об организаторах и организуемых, о дирижирующих «центрах» и дирижируемой «массе» (там же, с. 150).

Для марксизма «науки» об «организаторах» и организуемой «массе» существовать не может. «И потому он, без малейших оговорок, должен отвергнуть её» (там же).
Шулятиков отрицательно относился к самостоятельности не только философии, но и наук, литературы. Задачи литературной критики Шулятиков видел в том, чтобы раскрыть для читателя классово-экономические мотивы поведения героя и замысла писателя, дать социологическую оценку его творчества.
В своих замечаниях на книгу В. М. Шулятикова «Оправдание капитализма в западноевропейской философии», В. И. Ленин писал:

Вся книга — пример безмерного опошления материализма. Вместо конкретного анализа периодов, формаций, идеологий голая фраза об «организаторах» и до смешного натянутые, до нелепости неверные сопоставления. Карикатура на материализм в истории.— Ленин В. И. Философские тетради

## Сочинения
Книги Владимира Шулятикова
- Восстановление разрушенной эстетики. О современных идеалистических течениях в русской литературе // Очерки реалистического мировоззрения: сборник статей по философии, общественной науке и жизни. — СПб., 1904.[9]
- Из теории и практики классовой борьбы. Издание «С. Дороватовского и А. Чарушникова», М., 1907.[10]
- Профессиональное движение и капиталистическая буржуазия. — М., 1907.[11]
- Тред-юнионистская опасность. Издание «С. Дороватовского и А. Чарушникова». — М., 1907.[12]
- Оправдание капитализма в западноевропейской философии (от Декарта до Э. Маха). — М., 1908.[13] (Переиздана в 2012 году в серии «Из наследия мировой философской мысли социальная философия» издательством Либроком, ISBN 978-5-397-02463-1)
- Избранные литературно-критические статьи. — М.—Л., 1929.
- «Этапы новейшей русской лирики: Надсон, Апухтин, Владимир Соловьёв, Мережковский, Голенищев-Кутузов, Бунин» // Сб. «Из истории новейшей русской литературы», изд. «Звено». — М., 1910, стр. 199—294.[14]
- Собрание сочинений В. М. Шулятикова[15][16].
- кн.: В. Шулятиков и А. Луначарски. Съвременните руски писатели. Горна Оряховица, 1905. (болг.)

Переводы
- Ада Негри. Стихотворения. Пер. с ит. С портретом Ады Негри и предисловием переводчика. Вып. I. Изд. П. С. Когана. М., Типолитография А. В. Васильева. Петровка, д. Обидиной. 1900.[17]
- Висенте Бласко Ибаньес. Мёртвые повелевают. Роман. Переводъ с испанскаго В. М. Шулятикова. Книгоиздательство «Современныя проблемы», Москва. 1911.[18]
- Бласко Ибаньес, Висенте. Восток. Единственный разрешённый автором перевод с испанского В. М. Шулятикова. Книгоиздательство «Современные проблемы» Москва-1912[19]
- Бласко Ибаньес, Висенте. Вторжение. Издательство «Прогресс» 1911 г.
- Бласко Ибаньес, Висенте. Гетера Сонника. Издательство «Прогресс» 1911 г.
- Альфред Иеремиас. Вавилонские элементы в новом завете. 1912
- Джон Митчел. Организованный труд. Его проблемы, задачи, идеалы, настоящее и будущее американских рабочих. Полный перевод с английского подлинника. Издание Т-ва Бр. А. и И. Гранат и Ко, М, 1907 г
- Оливетти А. О. Проблемы современного социализма / А. О. Оливетти; Пер. с итал. Г. К. Кирдецова под ред. В. М. Шулятикова. — М.: Изд. С. Дороватовского и А. Чарушникова, 1908. — 233 с.
- Шоу, Джордж Бернард. Т. 1. Справочник разрушителя. — Цезарь и Клеопатра (перевод Шулятикова В. М.). С отзывом Л. Н. Толстого о Шоу. 1910. 271 с., Полное собрание сочинений. В 9-ти т. Т. 1—9. М., «Современные проблемы», 1910—1911.
- Хосе Мария Вальдо Эчегарай-и-Эйсагирре. Мариана // Театрал: журнал. — 1896.
- Лопе де Вега. Фуэнте Овехуна. (Овечий источник.) Пьеса в трёх действиях / Пер. с исп.

Газета «Курьер»
- О газете «Курьер»[20]
- ТЕОРЕТИК ИНТЕЛЛИГЕНЦИИ (по поводу романов А. К. Шеллера) «Курьер», 1900 г., No 239[21]
- «Новое искусство» Курьер. 1900. NoNo 322, 336, 345, 352, 360[22]
- О драмах Чехова Курьер. 1901. No 70[23]
- КРИЧЕСКИЕ ЭТЮДЫ (О творчестве А. П. Чехова) «Курьер», 1903 г., No 296[24]
- РАССКАЗЫ О «БЕЗДОМНЫХ И БЕЗРОДНЫХ» ИНТЕЛЛИГЕНТАХ (Очерки и рассказы Евгения Чирикова, кн. 1 и 2) Курьер. 1901. No 22[25]
- О МАКСИМЕ ГОРЬКОМ Курьер. 1901. No 222, 236[26]
- О НОВЕЙШЕМ РЕАЛИЗМЕ Курьер. 1901. No 145[27]
- Ф. М. Достоевский (По поводу двадцатилетия со дня его смерти) «Курьер», 1901 г., NoNo 22, 36[28]
- НАЗАД К ДОСТОЕВСКОМУ."Курьер", 1903, No 287.[29]

Журнал «Театрал»
- Два благородных родственника (спорный вопрос Шекспировской критики) 1896 ɱ̩№ 86 — с.72-77 № 88 — с.46-51
- «Дон Кихот», В. Сарду. Театр г. Корша.// «Театрал». — 1895. — N 48.
- Хосе Мария Вальдо Эчегарай-и-Эйсагирре. Мариана. -ж. Театрал.1896

Газета «Русские Ведомости»
- № 079, 1898 год.

Публицистика
- МОБИЛИЗАЦИЯ РЕВОЛЮЦИИ И МОБИЛИЗАЦИЯ РЕАКЦИИ. Сборник «Текущий момент», 1906 год.[30]

Газета «Рабочее знамя»
- «К ОЧЕРЕДНЫМ ВОПРОСАМ» «Рабочее знамя», N 7, 1908 г декабрь перепечатана «Письмо партийного работника» в газете «Пролетарий», (N 42, 1909 г., 12 (25) февраля, четверг)[31]
  - Статья Шулятикова В. М. «Письмо партийного работника» перепечатано в газете «Пролетарий», (N 42, 1909 г., 12(25) февраля, четверг) со статьей выражающей мнение редакции. Впервые была опубликована в газете «Рабочее знамя», N 7, 1908 г декабрь, Органе Областного Бюро Центрального промышленного района, Московского и Окружного Комитетов Р. С.-Д.Р.П.

Газета «Пролетарий»
- Ещё об итогах съезда фабрично-заводских врачей (письмо участника съезда). Пролетарий. № 46, 11 июля 1909.
- Письмо партийного работника. Пролетарий, (N 42, 1909 г., 12 (25) февраля, четверг)[31]